# Mikko Esko
Mikko Valtteri Esko (ur. 3 września 1978 w Vammala) – fiński siatkarz, reprezentant kraju, grający na pozycji rozgrywającego. 
Również jest dyrektorem generalnym drużyny narodowej Finlandii.

## Sukcesy klubowe
Liga fińska:
- 1999, 2017, 2018, 2019, 2021, 2022[4], 2023[5]
- 2016
- 1998, 2000, 2024[6]

Puchar Finlandii:
- 1999, 2017, 2018, 2021, 2023[7]

Liga niemiecka:
- 2002

Superpuchar Belgii:
- 2003

Puchar Belgii:
- 2004

Liga belgijska:
- 2004
- 2005

Puchar CEV:
- 2014

Superpuchar Turcji:
- 2014

Puchar Turcji:
- 2015

Liga turecka:
- 2015

Puchar Słowenii:
- 2025[8]

MEVZA - Liga Środkowoeuropejska:
- 2025[9]

Liga słoweńska:
- 2025[10]

## Sukcesy reprezentacyjne
Liga Europejska:
- 2005

## Nagrody indywidualne
- 2009: Najlepszy siatkarz Finlandii
- 2010: Najlepszy siatkarz Finlandii
- 2011: Najlepszy siatkarz Finlandii